# Biphyllus lunatus
Biphyllus lunatus é uma espécie de insetos coleópteros polífagos pertencente à família Biphyllidae.
A autoridade científica da espécie é Fabricius, tendo sido descrita no ano de 1787.
Trata-se de uma espécie presente no território português.